# 谷口徹 (囲碁)
谷口 徹（たにぐち とおる、1996年5月15日 - ）は、関西棋院所属の囲碁棋士。五段。兵庫県神戸市出身、森山直棋九段門下。妻は将棋の女流棋士の長谷川優貴。

## 経歴
生まれは岡山県。5-6歳の頃にテレビアニメ『ヒカルの碁』を見て囲碁に興味を持ち、ルールを知らなかった父親とルールブックを読んで囲碁を始めた。小学校に入学する頃に神戸市に移住。
2006年、小学4年生時に出場した第27回少年少女囲碁大会では8位入賞。2007年、小学5年生時に出場した第28回大会では優勝を果たす。その後関西棋院の院生となり、2011年9月、15歳で入段を果たす。
2014年、第40期天元戦で自身初の七大棋戦本戦進出（1回戦で河野臨に敗退）。
2016年には第41期新人王戦で決勝戦に進出。大西竜平との決勝三番勝負に臨んだが、0勝2敗で敗れ初タイトル獲得は成らず。関西棋院賞新人賞を受賞。
2021年、NHK杯に初出場（1回戦で富士田明彦に敗退）。第47期碁聖戦では本戦2回戦まで進出した（2022年2月21日、2回戦で許家元に敗退）。関西棋院賞谷口賞を受賞。
2022年、第47期棋聖戦で初のCリーグ入りを果たしたが、2勝3敗で陥落。関西囲碁オープン2022（非公式戦）では、Aクラスに出場し優勝を決めた。

## 人物
- 趣味は野球、フットサル、麻雀など[1]。
- 囲碁の好きな点としてその自由さを挙げており、誰も気づかないような好手を発見できた時が気持ち良いと語っている。対局の前日には勢いをつけるために飲みに行くことが多いといい、対局終了後も先輩や同年代の棋士と飲みに行くという[1]。
- 2020年から関西棋院の院生師範を勤めているほか、吉川一、小松大樹、佐田篤史、阿部良希らと共に大阪こども囲碁道場（2019年オープン）の師範としても活動している[1][11]。
- 2019年12月22日、将棋の女流棋士の長谷川優貴と結婚[12]。

## 棋歴

### 良績
- 新人王戦 準優勝（2016年・第41期）

### 受賞歴
関西棋院賞
- 新人賞（2016年）
- 谷口賞（2021年）

### 昇段履歴
- 2011年9月 入段
- 2014年9月 二段
- 2017年1月 三段
- 2019年12月 四段
- 2021年1月 五段